# Municipio de Fishing Creek (Pensilvania)
El municipio de Fishing Creek (en inglés: Fishing Creek Township) es un municipio ubicado en el condado de Columbia en el estado estadounidense de Pensilvania. En el año 2000 tenía una población de 1393 habitantes y una densidad poblacional de 18,9 personas por km².

## Geografía
El municipio de Fishing Creek se encuentra ubicado en las coordenadas 41°08′00″N 76°22′59″O / 41.13333, -76.38306.

## Demografía
Según la Oficina del Censo en 2000 los ingresos medios por hogar en la localidad eran de $38 654 y los ingresos medios por familia eran de $44 118. Los hombres tenían unos ingresos medios de $30 114 frente a los $23 580 para las mujeres. La renta per cápita de la localidad era de $18 121. Alrededor del 7,5% de la población estaba por debajo del umbral de pobreza.